# Joyce Meyer

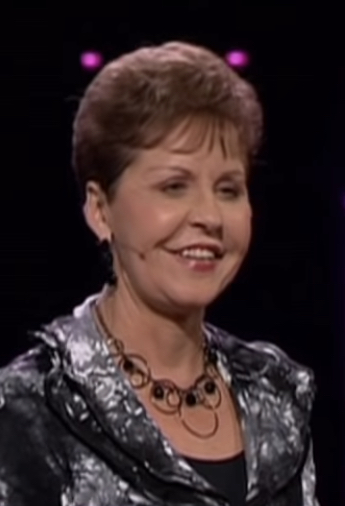
Joyce Meyer w 2015 roku

Joyce Meyer, właśc. Pauline Joyce Hutchison (ur. 4 czerwca 1943 w Saint Louis w stanie Missouri) – amerykańska charyzmatyczka, kaznodziejka, teleewangelistka, autorka książek, głosicielka teologii sukcesu, założycielka „Joyce Meyer Ministries”. W lutym 2005 roku tygodnik „Time” zaliczył Meyer do 25 najbardziej popularnych amerykańskich działaczy ewangelikalnych.
Twierdzi, że w dzieciństwie była molestowana przez ojca. Po ukończeniu nauki w szkole średniej wyszła po raz pierwszy za mąż, jednak małżeństwo to rozpadło się po 5 latach. W 1967 roku powtórnie zawarła związek małżeński, wychodząc za Dave’a Meyera. W lutym 1976 roku podczas jazdy samochodem miała dostąpić nawrócenia i chrztu w Duchu Świętym. Początkowo nauczała w jednym ze zborów charyzmatycznych w Saint Louis. Od 1985 roku prowadzi własną działalność kaznodziejską, a od 1993 roku występuje w telewizji.
Meyer krytykowana była za głoszenie Ewangelii sukcesu i bogaty styl życia. Krytykowano ją w związku z posiadaniem kosztownego majątku, w tym kilku willi. W latach 2002 i 2003 miała otrzymywać od swej misji po 900 tys. dolarów, a jej mąż 450 tys. dolarów. Po krytyce obniżyła swoje oficjalne dochody do 250 tys. dolarów. Meyer tłumaczy, że jej majątek pochodzi głównie ze sprzedaży książek. Ponadto traktuje to jako dowód Bożego błogosławieństwa.
W roku 2005 Meyer oraz kilku innych członków jej misji zostało oskarżonych o czerpanie korzyści majątkowych z pracy w misji. Jednak komisja śledcza Senatu, zainicjowana przez republikańskiego senatora Chucka Grassleya, w swoim raporcie końcowym przedstawiła „wysoką przejrzystość” Joyce Meyer Ministries.

## Wydane po polsku książki
- Piękno z popiołów (2009) ISBN 978-83-89918-51-2
- Dlaczego Boże? Dlaczego? (2010) ISBN 978-83-89918-85-7
- Zrób to pomimo obaw (2010) ISBN 978-83-89918-75-8
- Nie bój się (2010) ISBN 978-83-89918-88-8
- Kiedy Boże? Kiedy? (2010) ISBN 978-83-89918-89-5
- Bitwa o umysł. Jak odnieść w niej zwycięstwa (2010) ISBN 978-83-89918-80-2
- Gdyby nie Boża łaska (2010) ISBN 978-83-89918-94-9
- Kochaj życie w miejscu, w którym jesteś ... (2011) ISBN 978-83-62748-07-5
- Myśli pełne mocy (2011) ISBN 978-83-62748-44-0
- 100 sposobów na proste życie (2011) ISBN 978-83-62748-12-9
- Bitwa należy do Pana (2014) ISBN 978-83-62748-22-8
- Ufaj Bogu dzień po dniu (2014) ISBN 978-83-63271-22-0
- Pewna siebie mama (2015) ISBN 978-83-63271-44-2
- Rozpocznij dobrze swój dzień (2017) ISBN 978-83-65553-78-2
- Zakończ dobrze swój dzień (2017) ISBN 978-83-65553-79-9